# Giuseppina Castiello
Giuseppina Castiello, detta Pina (Afragola, 30 gennaio 1971), è una politica italiana, dal 2 novembre 2022 sottosegretaria di Stato ai rapporti con il Parlamento nel governo Meloni.
È stata deputata alla Camera dal 28 aprile 2006 al 12 ottobre 2022 per quattro legislature (XV, XVI, XVII, XVIII), ricoprendo vari incarichi parlamentari, e sottosegretaria di Stato per il Sud dal 13 giugno 2018 al 5 settembre 2019 nel governo Conte I.

## Biografia
Laureata in Lettere con indirizzo moderno all'Università degli Studi di Napoli Federico II, è giornalista pubblicista, editorialista del settimanale Nuova città.

### Gli inizi in politica
Nel 1995, in occasione del congresso dove avvenne la svolta di Fiuggi di Gianfranco Fini, aderisce ad Alleanza Nazionale (AN), con cui nello stesso anno si candidò come consigliera comunale nella sua città natale, ma senza essere eletta.
Alle elezioni comunali in Campania del 1997 si ricandida a consigliera comunale di Afragola, nelle liste di AN a sostegno del candidato sindaco del Polo per le Libertà Roberto Caiazzo, venendo eletta e ricoprendo l'incarico di vicepresidente del consiglio comunale fino al 2000.

### Consigliera regionale
Alle elezioni regionali in Campania del 2000 si candida con AN, nella mozione dell'ex presidente della Regione Campania Antonio Rastrelli, venendo eletta nella circoscrizione di Napoli con 10.880 preferenze in consiglio regionale della Campania. Viene poi rieletta consigliera regionale alle regionali campane del 2005, con 18.013 preferenze nella medesima circoscrizione.
Alle elezioni politiche del 2001 si candida alla Camera dei deputati nel collegio maggioritario di Afragola, sostenuta dalla coalizione di centro-destra Casa delle Libertà in rappresentanza di AN, ottenendo il 38,61% dei voti ma viene sconfitta dal candidato dell'Ulivo, in quota PPI (partito confluito poi in La Margherita), Domenico Tuccillo (43,49%).

### Deputata alla Camera
Nuovamente candidatasi alla Camera alle elezioni politiche del 2006 nelle liste di AN, risulta eletta nella circoscrizione Campania 1.
Ha fatto parte della 14ª Commissione Politiche dell'Unione Europea dal 6 giugno 2006 e della Commissione esaminatrice del "Premio Ilaria Alpi e Maria Grazia Cutuli" dal 20 luglio.
È stata poi rieletta deputata nel 2008 nella stessa circoscrizione nelle liste del Popolo della Libertà.
Alle elezioni politiche del 2013 viene nuovamente confermata alla Camera.
Il 16 novembre 2013, con la sospensione delle attività del Popolo della Libertà, aderisce alla rinascita di Forza Italia, andando a far parte della corrente di Raffaele Fitto, critica nei confronti del leader Silvio Berlusconi, anche se nel 2015 non seguirà Fitto quando deciderà di abbandonare Forza Italia.
Il 20 maggio 2016 abbandona Forza Italia e aderisce al movimento Noi con Salvini della Lega Nord.

### Sottosegretaria di Stato per il Sud
Alle elezioni politiche del 2018 viene ricandidata dal centrodestra (in quota Lega per Salvini Premier) nel collegio uninominale Campania 2 - 05, ottenendo il 30,42% e venendo sconfitta dal candidato del Movimento 5 Stelle Nicola Grimaldi (52,77%). È comunque confermata deputata nel collegio plurinominale Campania 1 - 01.
Il 12 giugno 2018 diventa sottosegretario del ministro del Sud nel Governo Conte I, formato dal Movimento 5 Stelle e Lega per Salvini Premier, carica che mantiene fino alla caduta del governo, il 5 settembre.
Nel 2021 viene nominata vicesindaco di Afragola nella giunta comunale di centro-destra guidata da Antonio Pannone.

### Sottosegretaria di Stato ai rapporti con il Parlamento
Alle elezioni politiche anticipate del 2022 viene candidata al Senato della Repubblica, sia nel collegio uninominale Campania - 06 (Torre del Greco), sostenuta dalla coalizione di centro-destra in quota Lega, che come capolista della Lega nel collegio plurinominale Campania - 01. Tuttavia, nell'uninominale ottiene il 34,41% dei voti e viene sconfitta per una manciata di voti dal candidato del Movimento 5 Stelle Orfeo Mazzella (35,24%), mentre nel plurinominale la Lega non ottiene alcun seggio, risultando non eletta.
Con la vittoria del centro-destra alle politiche del 2022 e la seguente nascita del governo presieduto da Giorgia Meloni, il 31 ottobre 2022 viene indicata dal Consiglio dei Ministri come sottosegretaria di Stato ai rapporti con il Parlamento nel governo Meloni, entrando in carica dal 2 novembre.

## Attività parlamentare
Durante i suoi quattro mandati da parlamentare ha effettuato come primo firmatario le seguenti proposte di legge:

### XV legislatura
1. CASTIELLO: "Modifiche al testo unico di cui al decreto legislativo 18 agosto 2000, n. 267, recanti istituzione delle comunità marine costiere" (1503) - Atto C.1503 del 31 luglio 2006

### XVI legislatura
1. CASTIELLO ed altri:"Modifiche al testo unico di cui al decreto legislativo 18 agosto 2000, n. 267, recanti istituzione delle comunità marine costiere" (1259) - Atto C.1259 del 5 giugno 2008
2. CASTIELLO: "Istituzione del Centro operativo di Afragola nell’ambito della soprintendenza per i beni archeologici di Napoli e Caserta" (1260) - Atto C.1260 del 5 giugno 2008
3. CASTIELLO ed altri: "Misure per la fruizione turistica e ricreativa dei beni culturali e ambientali dei comuni costieri ricadenti nelle aree naturali protette, nei siti di importanza comunitaria e nelle zone di protezione speciale" (2574) - Atto C.1260 del 5 giugno 2008
4. CASTIELLO ed altri: "Disciplina dei musei del mare" (2575) - Atto C.2574 del 1 luglio 2009
5. CASTIELLO ed altri: "Modifica all'articolo 36 della legge 6 dicembre 1991, n. 394, concernente l'istituzione dell'area marina protetta di Capo Palinuro e dei sistemi dunali del litorale cilentano" (2576) - Atto C.2576 del 1 luglio 2009
6. CASTIELLO ed altri: "Istituzione dell'Albo nazionale al merito dei donatori di sangue" (3470) - Atto C.3470 del 11 maggio 2010

### XVII (?) legislatura
1. CASTIELLO ed altri: "Modifiche al testo unico di cui al decreto legislativo 18 agosto 2000, n. 267, recanti istituzione delle comunità marine costiere" (1930) - Atto C.1930 del 8 gennaio 2014
2. CASTIELLO ed altri: "Istituzione del Centro operativo di Afragola nell'ambito della soprintendenza per i beni archeologici di Napoli e Caserta" (1931) - Atto C.1931 del 8 gennaio 2014
3. CASTIELLO ed altri: "Disciplina dei musei del mare" (1979) - Atto C.1979 del 21 gennaio 2014
4. CASTIELLO ed altri: "Misure per la fruizione turistica e ricreativa dei beni culturali e ambientali dei comuni costieri ricadenti nelle aree naturali protette, nei siti di importanza comunitaria e nelle zone di protezione speciale" (2052) - Atto C.2052 del 5 febbraio 2014
5. CASTIELLO ed altri: "Istituzione dell'Albo nazionale al merito dei donatori di sangue" (2053) - Atto C.2053 del 5 febbraio 2014
6. CASTIELLO ed altri: "Disposizioni per garantire la sicurezza e la corretta gestione degli impianti di depurazione delle acque nella regione Campania" (2109) - Atto C.2109 del 20 febbraio 2014
7. CASTIELLO ed altri: "Modifica all'articolo 36 della legge 6 dicembre 1991, n. 394, concernente l'istituzione dell'area marina protetta di Capo Palinuro e dei sistemi dunali del litorale cilentano" (2152) - Atto C.2152 del 3 marzo 2014
8. CASTIELLO ed altri: "Istituzione di un Servizio per la prevenzione della diffusione dell'uso di sostanze stupefacenti nelle scuole nonché dell'alcolismo tra i giovani" (2181) - Atto C.2181 del 12 marzo 2014

### XVII legislatura
1. CASTIELLO ed altri: "Disposizioni per il sostegno dello sport femminile e per la tutela della maternità delle atlete che praticano attività sportiva agonistica dilettantistica" (2207)- Atto C.2207 del 19 marzo 2014
2. CASTIELLO ed altri: "Istituzione di un servizio di assistenza sanitaria sui treni" (2219)- Atto C.2219 del 24 marzo 2014
3. PROPOSTA DI LEGGE COSTITUZIONALE CASTIELLO ed altri: "Modifica all'articolo 33 della Costituzione, in materia di promozione e valorizzazione dello sport" (2302) - Atto C.2302 del 14 aprile 2014
4. CASTIELLO ed altri: "Norme per la tutela dei beni culturali esistenti nei comuni capoluoghi di provincia, già capitali di Stato, e dei centri d'arte nel Mezzogiorno d'Italia" (2427) - Atto C.2427 del 3 giugno 2014
5. CASTIELLO ed altri: "Modifiche all'articolo 639 del codice penale e altre disposizioni in materia di deturpamento e imbrattamento di beni di interesse culturale" (2626) - Atto C.2626 del 10 settembre 2014
6. CASTIELLO ed altri: "Norme per la tracciabilità dei prodotti italiani e per il contrasto della contraffazione" (2702) - Atto C.2702 del 4 novembre 2014
7. CASTIELLO ed altri: "Disposizioni in favore dei componenti degli equipaggi marittimi e degli altri lavoratori che sono stati o sono esposti all'amianto, nonché dei loro familiari" (2943) - Atto C.2943 del 10 marzo 2015
8. CASTIELLO ed altri: "Norme per l'installazione di purificatori d'aria nelle scuole e negli edifici pubblici" (3182) - Atto C.3182 del 17 giugno 2015
9. CASTIELLO ed altri: "Modifica all'articolo 184 del decreto legislativo 3 aprile 2006, n. 152, e altre disposizioni per l'istituzione della raccolta differenziata dei mozziconi dei prodotti da fumo nel suolo e nelle acque" (3327) - Atto C.3327 del 28 settembre 2015
10. CASTIELLO: "Introduzione dell'insegnamento dell'educazione emotivo-sentimentale nei programmi scolastici" (3423) - Atto C.3423 del 11 novembre 2015
11. CASTIELLO e RICCARDO GALLO: "Norme per la protezione della fauna selvatica omeoterma e per la disciplina del prelievo venatorio" (3577) - Atto C.3577 del 3 febbraio 2016. Questo testo è stato ritirato.
12. CASTIELLO ed altri: "Norme in materia di produzione biologica" (3674) - Atto C.3674 del 15 marzo 2016
13. CASTIELLO ed altri: "Norme per la tutela e la valorizzazione delle botteghe storiche di interesse artistico e degli antichi mestieri" (3808) - Atto C.3808 del 5 maggio 2016